# 1983 en Malaisie
Cet article présente les faits marquants de l'année 1983 en Malaisie.

## Gouvernement
- Premier ministre : Mahathir Mohamad

## Évènements
- 23 janvier : La plateforme VIP à Batu Caves, Selangor, s'est effondrée pendant Thaipusam.
- 25 avril : Saloma, l'épouse et veuve de l'acteur, réalisateur, chanteur et compositeur malaisien P. Ramlee, est décédée des suites d'un cancer[1].